# モントレスタ
モントレスタ（イタリア語: Montresta）は、イタリア共和国サルデーニャ州オリスターノ県にある、人口約500人の基礎自治体（コムーネ）。

## 地理

### 位置・広がり

#### 隣接コムーネ
隣接するコムーネは以下の通り。括弧内のSSはサッサリ県所属を示す。
- ボーザ
- ヴィッラノーヴァ・モンテレオーネ (SS)